# Nathalie Leroy (gymnastique)
Pour les articles homonymes, voir Nathalie Leroy.
Nathalie Leroy , née en 1967, est une trampoliniste française.
Elle est médaillée de bronze en trampoline par équipes aux Championnats d'Europe 1983 à Burgos avec Nadine Conte,
Nathalie Treil et Yvonnick Millet.